# Menzengraben
Menzengraben is een dorp in de Duitse gemeente Dermbach in het Wartburgkreis in Thüringen. Het dorp werd gesticht in 1911 voor mijnwerkers die werkzaam waren in de kalimijnen in de omgeving. Na twee zware ongevallen, beide veroorzaakt door gasvorming, in 1953 en 1958, werden de mijnen gesloten. Een paar restanten van de mijn zijn als industrieel erfgoed bewaard gebleven.
Op 1 januari 2019 werd de gemeente Stadtlengsfeld, waar Menzengraben deel van uitmaakte, opgenomen in de gemeente Dermbach.
Bernshausen · Brunnhartshausen · Dermbach · Diedorf · Föhlritz · Glattbach · Gehaus · Hartschwinden · Hohenwart · Lindenau · Lindigshof · Mebritz · Menzengraben · Neidhartshausen · Oberalba · Stadtlengsfeld · Steinberg · Unteralba · Urnshausen · Zella/Rhön